# Головачук, Николай Георгиевич
Николай Георгиевич Головачук (укр. Микола Григорович Головачук; 3 июня 1968, Дорошовцы, Черновицкая область) — советский и украинский футболист, выступал на позициях полузащитника и нападающего. Большую часть карьеры провёл в «Буковине» (Черновцы). После завершения карьеры игрока стал футбольным тренером.

## Биография
Заниматься футболом начал в ДЮСШ Заставна, первый тренер — Павел Буняк. В 1986 году попал в состав кировского «Динамо», которое выступало во второй союзной лиге. Однако более четкую профессиональную карьеру начал уже в независимой Украине, а именно в 1992 году в составе клуба «Днестр» (Залещики). Вместе с этой командой в первом розыгрыше чемпионата занял первое место в переходной лиге и получил путевку во вторую, которая создавалась со следующего сезона. За клуб из Залещиков выступал до завершения 1993 года и провел за них 64 официальных матча во всех турнирах. После чего получил приглашение от команды первой лиги: «СК Одесса», в которой выступал на протяжении двух лет. Во всех турнирах провел — 90 матчей, в которых забил 11 мячей.
В начале 1996 года вернулся в родные края, после того как получил приглашение от Ефима Школьникова пополнить состав его «Буковины». В команде родного края Николай сумел закрепиться и выступать на протяжении многих лет. За это время вместе с командой становился серебряным призёром первой и победителем второй лиги Украины, а в свой актив записал 166 матчей (26 голов) во всех официальных турнирах. Профессиональную карьеру завершал в составе клуба второй лиги: «Красилов», где сыграл 11 матчей. После чего выступал на любительском уровне до 2004 года. Параллельно начал тренерскую деятельность в ДЮСШ «Буковина», в которой работает и по сей день. Также был главным тренером любительского клуба: «Волока», с которым выигрывал областные награды.

## Достижения
- Серебряный призёр Первой лиги Украины: 1996
- Победитель Второй лиги Украины: 2000
- Победитель Переходной лиги Украины: 1992

## Статистика
| Украина           | Матчи | Количество забитых мячей |
| ----------------- | ----- | ------------------------ |
| Первая лига       | 212   | 26                       |
| Кубок             | 15    | 3                        |
| Вторая лига       | 86    | 16                       |
| Кубок Второй лиги | 6     | 4                        |
| Переходная лига   | 12    | 0                        |
| Всего за карьеру  | 331   | 49                       |

## Личная жизнь
Имеет двух сыновей — футболистов: Сергей (род. 1990) и Юрий (род. 1995).